# (7445) Trajan
(7445) Trajan, désignation internationale (7445) Trajanus, est un astéroïde de la ceinture principale, également aréocroiseur.

## Description
(7445) Trajan est un astéroïde de la ceinture principale. Il fut découvert par Cornelis Johannes van Houten, Ingrid van Houten-Groeneveld et Tom Gehrels le 24 septembre 1960 à l'observatoire Palomar. Il présente une orbite caractérisée par un demi-grand axe de 2,19 UA, une excentricité de 0,244 et une inclinaison de 1,184° par rapport à l'écliptique.
Il fut nommé en hommage à l'empereur romain Trajan.

## Compléments